# Abronia mixteca
Espèce
Statut de conservation UICN

 VU A2cd+4cd; B1ab(iii) : Vulnérable
Abronia mixteca est une espèce de sauriens de la famille des Anguidae.

## Répartition

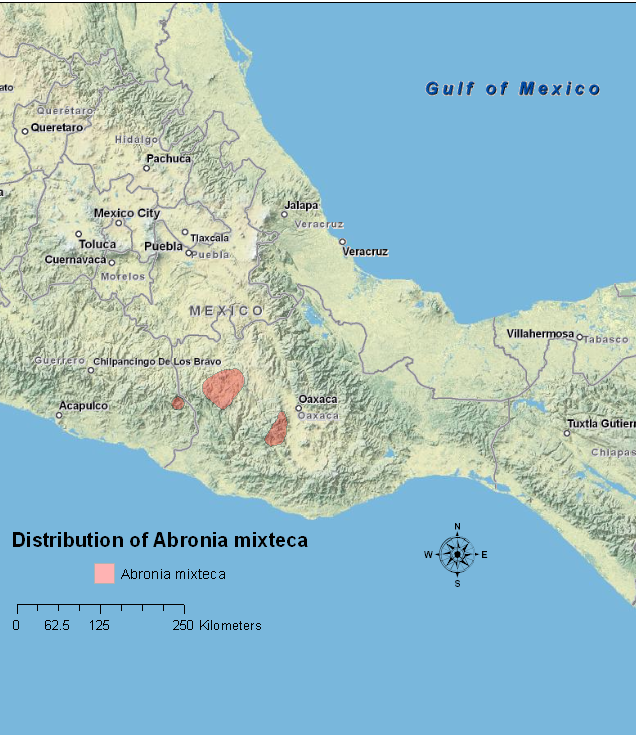
Distribution

Cette espèce est endémique du Mexique. Elle se rencontre en Oaxaca et au Guerrero,. 
Sa présence au Nuevo León est incertaine.

## Publication originale
- Bogert & Porter, 1967 : A new species of Abronia (Sauria, Anguidae) from the Sierra Madre del Sur of Oaxaca, Mexico. American Museum Novitates, no 2279, p. 1-21 (texte intégral).